# Kamienica przy ulicy Loretańskiej 12 w Krakowie
Kamienica przy ulicy Loretańskiej 12 – zabytkowa kamienica znajdująca się w Krakowie, w dzielnicy I przy ulicy Loretańskiej, na Piasku.

## Opis konstrukcji
Jest to trójkondygnacyjny budynek, czynszowa kamienica, o neorenesansowej fasadzie wzniesiony w 1894 roku, według projektu architekta Leopolda Tlachny. 
Elewacja frontowa jest w całości pięcioosiowa. Budynek wieńczy gzyms koronujący. Okna ozdobione są obramieniami i gzymsami nadokiennymi.
31 kwietnia 1991 kamienica została wpisana do rejestru zabytków. Znajduje się także w gminnej ewidencji zabytków.